# Pereszteg
Pereszteg è un comune di 1 381 abitanti situato nella contea di Győr-Moson-Sopron, nell'Ungheria nordoccidentale.